# 植野広生
植野 広生（うえの こうせい、1962年11月19日 - ）は、栃木県宇都宮市出身の雑誌編集者。
2001年よりプレジデント社に所属し，2017年より雑誌「dancyu（ダンチュウ）」編集長に就任。2024年宇都宮アンバサダー第1号に就任。食ライター「大石勝太」としても活動している。

## 人物・来歴
実家は飲食店（焼きそば屋「おかめや」(閉店後「千家」に引き継がれた。)）。七五三で神社にお参りした際にお神酒をお代わりする。高校を卒業し上京後すぐに、銀座のグランドキャバレー「モンテカルロ」で黒服のアルバイトを始める。その後、鰻屋や珈琲屋、アイスクリーム屋など多数の飲食店でアルバイトを経験。卒業後は父が実家を継ぐ前の職業と同じ新聞記者や、経済誌の編集担当などを経て、2001年「dancyu」を発行するプレジデント社に入社、新聞記者や日経ホーム出版社「日経マネー」編集を経て、2017年に「dancyu」編集長に就任。「情熱大陸（2017年）」「プロフェッショナル仕事の流儀（2019年）」「アナザースカイ（2019年）」等多数のメディアに出演歴あり。

## 経歴・履歴
植野が人気店の厨房（ちゅうぼう）に入り料理を教えてもらうBSフジのテレビ番組「日本一ふつうで美味しい植野食堂」など、テレビやラジオに多数出演している。

## 著書
- 2020年7月：『dancyu“食いしん坊”編集長の極上ひとりメシ』ポプラ新書[10]

## 出演番組

### テレビ（レギュラー）
- BSフジ『日本一ふつうで美味しい植野食堂 by dancyu』2020年10月開始 月曜 - 木曜 18:00 - 18:30[11]
- BS日テレ『断ちごはん』2019年4月 - 2020年3月（MC：和牛 水田信二、川西賢志郎）月曜・後９時[12]

### テレビ
- NHK『SWITCHインタビュー 達人達『松重豊×植野広生』」2021年11月27日[13]
- NHK『プロフェッショナル　仕事の流儀」「食いしん坊の覚悟～雑誌編集長・植野広生～」2019年6月4日[14]
- 日本テレビ『アナザースカイ』（スペイン・バルセロナ）2019年1月4日
- 日本テレビ『世界一受けたい授業』2019年11月2日[15]
- TBS『情熱大陸」2017年6月25日
- TBS『人生最高レストラン」2017年9月30日

### ラジオ
- TOKYO FM『食べるラジオ』（毎週土曜19時00分～19時30分／2020年 - 2021年）
- J-WAVE『SPECIAL MITSUBISHI CORPORATION CHEERS! WITH YOU』 2020年2月11日（火・祝）18:00～20:55 ナビゲーターはクリス智子
- BEAMS TOKYO CULTURE STORY（2019年8/19（月）~8/23（金）5:40pm - 5:55pm）DJ: 土井地博[16]
- NHKラジオ第1『ふんわり』2025年2月20日（木）08:30～11:50 パーソナリティーは六角精児、パートナーは澤田彩香。[17]